# Philippe de Clèves (évêque)
Philippe de Clèves, mort à Autun le 4 mars 1505, est un prélat du XVe et du début du XVIe siècle.

## Biographie
Philippe de Clèves est le fils du duc Jean Ier de Clèves et d'Élisabeth de Bourgogne. Il serait né le 1er janvier 1467, mais la date est incertaine selon Catholic-hierarchy.org.
Philippe protonotaire apostolique, obtient l'abbaye de Saint-Wandrille de Fontenelle et l'abbaye de Saint-Martin de Nevers. 
Il fut :
- évêque de Nevers le 24 janvier 1500,
- administrateur du diocèse d'Amiens le 14 juin 1501,
- et enfin nommé sur le siège épiscopal d'Autun le 9 août 1503.